# Округ Полк (Тексас)
Округ Полк (енгл. Polk County) је округ у америчкој савезној држави Тексас. По попису из 2010. године број становника је 45.413.

## Демографија
Према попису становништва из 2010. у округу је живело 45.413 становника, што је 4.280 (10,4%) становника више него 2000. године.
| Група             | 2000.          | 2010.          |
| Белци             | 30.723 (74,7%) | 32.830 (72,3%) |
| Афроамериканци    | 5.416 (13,2%)  | 5.211 (11,5%)  |
| Азијати           | 156 (0,4%)     | 188 (0,4%)     |
| Хиспаноамериканци | 3.861 (9,4%)   | 5.959 (13,1%)  |
| Укупно            | 41.133         | 45.413         |